# Exocentrus albomaculatus
Exocentrus albomaculatus är en skalbaggsart som beskrevs av Maurice Pic 1928. Exocentrus albomaculatus ingår i släktet Exocentrus och familjen långhorningar. Inga underarter finns listade i Catalogue of Life.